# بغداد سايح
بغداد سايح (10 يوليو 1983) كاتب وشاعر جزائري.

## سيرته
ولد بغداد سايح بمدينة مغنية ولاية تلمسان يوم 10 يوليو 1983. اكتشف موهبته الشعرية لما كان بالمرحلة الثانوية
بغداد سايح صوت شعري يعشق نظم القوافي والإبحار في عالم الكلمات، ينتقل من بحر إلى آخر، صقل موهبته فأثمرت أعذب الألحان التي تطرب المستمع، تجمع قصائده بين بلاغة التصور وروعة الإلقاء، ويعتبر واحد من الأسماء الشعرية، يغرسُ الحرف المضيء في سواد حبره ليراه ابتسامات في شفاه قرّائه، هذا الذي أنجبته مدينة “لالة مغنية” ذات صيف ليكون ربيع القصيدة، ما يزال يرى ألفاظه فراشاتٍ تمرّ على زهور البوح فتمتص رحيق المعنى، بين ذاته الشاعرة وكيانه الإنساني تطابق جميل، فهو يكتب ما يعيشه فقط، الحياة عنده قصيدة البشر حروفها والمدن بيوتها.

## مؤلفاته
1. مجموعة شعرية قناديل منسية ليجوند 2011.
2. مجموعة شعرية جماعية أفضل المديح صدانا 2013.
3. مجموعة شعرية إلكترونية من مذكرة نورس مغناوي الجزء الأول حروف منثورة 2014.
4. مجموعة شعرية جماعية إلكترونية ذكريات مستيقظة على رصيف الثلاثين حروف منثورة 2014.
5. مجموعة شعرية سمفونية جرح بارد موفم 2014.
6. مجموعة شعرية سموات لأبجدية المطر عن دار الحضارة بالقاهرة 2015.
7. رواية «إليها المسير» عن مؤسسة حورس الدولية 2015.

## الجوائز
1. جائزة الشاعر الشاب عن ثانوية الخوارزمي سنة 1999.
2. جائزة عبد الحميد بن باديس عن اتحاد العام الطلابي الحر سنة 2001.
3. جائزة أحسن قصيدة للطالب عن جامعة أبي بكر بلقايد سنة 2005.
4. جائزة أنشطة الطلبة الجامعيين بوادي سوف لسنة 2009.
5. جائزة مهرجان الشاطئ الشعري الدولي (ولاية سكيكدة) الممتد من 06 إلى 10 جويلية 2009.
6. جائزة شعر المقاومة في مسابقة وطنية احتضنتها مدينة عين تيموشنت في 01 نوفمبر 2009.
7. جائزة مهرجان واد سوف (مدينة القبة والألف قبة) للشعر الفصيح في مارس 2010 بقصيدة «حلم أخضر»
8. جائزة نور الأدب في مسابقتها الأدبية بموقعها الإلكتروني في مارس 2010 بقصيدة «نزيف البوح إلى سرتا»
9. جائزة مهرجان الشباب للشعر الثوري والأنشودة الوطنية-بجاية في جويلية 2010بقصيدة «لحون الذاكرة»
10. جائزة الإبداع الفني والأدبي في مسابقة محمد العيد آل خليفة بالوادي أفريل 2011 بقصيدة «المتنبي وآخر جرح»
11. جائزة فنون وثقافة بالعاصمة في جويلية 2012 بثلاث قصائد عنوانها المشترك «صوتُ الهويّة»
12. جائزة أقلام بمدينة ميلة في سبتمبر 2012 بقصيدة «وشوشة الظلّ الآتي»
13. جائزة الدكتور محمد بن أبي شنب للشعر بالمدية ديسمبر 2012 بقصيدة «جرجرية.. نقوش ثورة على جدار الزمن»
14. جائزة مدح المصطفى بمدينة بسكرة في فيفري 2013 بقصيدة «لوحة محمّدية بألوان الشيم»
15. جائزة أول نوفمبر بالعاصمة في جويلية 2013 بسبع قصائد عنوانها المشترك «أرى سبع سنابل»
16. جائزة صدانا الثقافية للمشاركة المتميزة في مدح خير البرية لسنة 2013.
17. جائزة مسابقة "أدب للكتابة الإبداعية- عن ناشرون...أنا عربي يناير 2014.
18. جائزة أحسن ديوان إلكتروني عن «مذكرة نورس مغناوي» مسابقة حروف منثورة 2014.
19. جائزة أحسن قصيدة «ذكريات مستيقظة على رصيف الثلاثين» مسابقة حروف منثورة 2014.
20. جائزة ملتقى شموع لا تنطفئ في طبعته الرابعة الحاملة لاسم أبي القاسم سعد الله= مارس 2014.
21. جائزة شركة رامي لأحسن قصيدة نبوية عن قصيدته «قطوفها دانية» الرويبة 2014.
22. جائزة رئيس الجمهورية للمبدعين الشباب «علي معاشي 2014» عن مجموعته سمفونية جرح بارد.
23. جائزة كلمات ليست كالكلمات عن الإسكندرية/ مصر في جوان 2014.
24. جائزة مسايقة الشهيد تامر عبد الرؤوف عن قصته «بأصابعه الحالمة» الإسكندرية/سبتمبر 2014.
25. جائزة الاتحاد العالمي للشعراء والمبدعين العرب حيث توّج بلقب شاعر اليوتيوب لعام 2014.
26. المركز الأول في مسابقة ذكرى حرب أكتوبر عن مجلة أخبار نجوم الشعر والأدب/أكتوبر 2014.
27. جائزة الحدث الثقافي عن قصيدته «مدينة ترسمني» نوفمبر 2014.
28. جائزة ملتقى الشارقة للشعراء الشباب 30 نوفمبر إلى 03 ديسمبر 2014.
29. الجائزة الأولى في الشعر الفصيح الدكتور محمد بن أبي شنب ديسمبر 2014.[1]
30. جائزة «حورس الإسكندرية للسرد العربي» فيفري 2015.[2]
31. جائزة أفضل رواية جزائرية لسنة 2015 «نوافذ ثقافية» مارس 2016.
32. المركز الأول في بطولة الفصيح الكبرى لعام 2016 بمنتديات ستار تايمز.
33. بطل دوري الشعر الفصيح في منتديات كورتنا - المنتدى الأدبي لعام 2017.
34. بطل دوري الشعر الفصيح في منتديات كورتنا - المنتدى الأدبي لعام 2018.